# Tiarah Minns
Pas d'image ? Cliquez ici

a Compétitions nationales et continentales officielles uniquement.

b Matchs officiels uniquement.
Dernière mise à jour le 12 avril 2025.
Tiarah Minns, née le 6 avril 2001 à Melbourne (Australie), est une joueuse internationale australienne de rugby à XV. Elle évolue au poste de deuxième ligne. Licenciée au club du Manly RFC, elle joue également avec les Queensland Reds.

## Biographie
Née le 6 avril 2001 à Melbourne en Australie, Tiarah Minns pratique d'abord le netball mais décide de se consacrer au rugby à XV en 2019[réf. nécessaire], quand elle rejoint l'université de Melbourne où elle est étudiante en kinésithérapie.
En 2019, après une première saison avec les Melbourne Rebels, elle est sélectionnée en équipe d'Australie « A », la réserve des Wallaroos, pour disputer le championnat d'Océanie aux îles Fidji.
En 2020, lors de la première journée du Super Rugby Women's, elle s'abime les ligaments latéraux et postérieurs : elle doit être opérée et rate toute la saison.
Fin 2022, elle se fait les croisés antérieurs et doit être opérée à deux reprises. Elle a la chance d'être prise en charge par l'équipe médicale de l'équipe masculine des Rebels.
Début 2024, elle est appelée en équipe nationale pour la Pacific Four Series mais doit déclarer forfait à cause d'une blessure à l'épaule. Elle déménage à Sydney et rejoint les Mermaids, section féminine du Manly RFC avec qui elle dispute la finale de Jack Scott Cup, perdue face au Sydney University FC.
Sélectionnée pour le WXV 2024, elle devient internationale australienne le 14 septembre en match de préparation contre l'Irlande à Belfast (défaite 36-10).
En janvier 2025, il est annoncé qu'elle rejoint la franchise des Queensland Reds pour la saison 2025 du Super Rugby Women's

## Palmarès

### En club et franchise
- Finaliste de la Jack Scott Cup en 2024.
- Finaliste du Super Rugby Women's en 2025.

### En équipe nationale
- Vainqueur du WXV 2 en 2024.